# اندیشه نو
جنبش اندیشه نو (به انگلیسی: New Thought) یا جنبش تفکر نوین ، یک جنبش  فلسفی معنوی است که در اوایل قرن نوزدهم در ایالات متحده تشکیل شد و  تأکید آن بر قدرت ذهن، اندیشه‌های مثبت، و ارتباط میان ذهن و بدن برای بهبود شرایط زندگی است. این جنبش ریشه در سنت‌های معنوی، متافیزیکی و روان‌شناختی دارد و تأثیر عمیقی بر حوزه‌های موفقیت شخصی، خودیاری، و جنبش‌های معنوی مدرن داشته است.

## مقدمه
اندیشه نو یکی از تأثیرگذارترین جنبش‌های معنوی مدرن است که بر این اصل استوار است که اندیشه‌های انسان تأثیر مستقیمی بر تجربه‌های زندگی او دارند. به بیان دیگر، انسان دارای قدرتی فوق‌العاده در خلق واقعیت است و می‌تواند از طریق تفکر مثبت، خودیاری و هماهنگی با قوانین معنوی جهان، بر سلامتی جسمی،‌ روانی و بر موفقیت خود تأثیر گذارد . این جنبش که بر پایه اصولی همچون یگانگی الهی، نیروی شفابخش ذهن، و ارتباط میان اندیشه و واقعیت شکل گرفته است، از دیدگاه‌های متافیزیکی، فلسفه ایده‌آلیستی، مسیحیت و آموزه‌های معنوی شرقی تأثیر گرفته است. 

## باورهای تأثیرگذار بر اندیشهٔ نو
اندیشه نو یک جنبش ترکیبی است که از سنت‌های مختلف الهام گرفته و آنها را با هم ترکیب کرده است. تأثیرات آن از عرفان مسیحی گرفته تا فلسفه شرقی و روانشناسی مدرن، همگی نقش مهمی در شکل‌گیری این جنبش داشته‌اند.
۱. فرانتس مسمر و مغناطیس حیوانی: مسمر، پزشک آلمانی در قرن ۱۸، نظریه‌ای را مطرح کرد که طبق آن، یک نیروی نامرئی و جهانی بر بدن انسان تأثیر می‌گذارد و می‌تواند برای درمان بیماری‌ها به کار رود.  طبق این نظریه، بدن انسان دارای یک نیروی مغناطیسی خاص است که می‌تواند تحت تأثیر ذهن و نیات انسان قرار بگیرد. مسمر معتقد بود که بیماری‌ها نتیجه اختلال در این جریان مغناطیسی هستند و از روش‌های هیپنوتیزمی برای بازگرداندن تعادل انرژی در بدن بیماران استفاده می‌کرد.
۲.  عرفان مسیحی و متافیزیک نو افلاطونی:  اندیشه نو تحت تأثیر آموزه‌های عرفانی مسیحی، مانند نوشته‌های عارفانی چون مایستر اکهارت و امانوئل سوئدنبورگ، قرار دارد. این دیدگاه‌ها بر وحدت با خدا، آگاهی الهی، و درک حضور خدا درون انسان تأکید دارند. همچنین، افکار نوافلاطونی، مانند نظریه “وحدت وجود” و “واقعیت ذهنی”، در این جنبش دیده می‌شود.
۳. اندیشه های وحدت گرا: جنبش یکتاپرستی (Unitarianism)، که برخی از آموزه‌های سنتی مسیحیت مانند تثلیث را رد می‌کند و بر آزادی فکری، خودشناسی، و جستجوی حقیقت تأکید دارد، تأثیر عمیقی بر اندیشه نو داشته است. بسیاری از پیروان اندیشه نو، مانند رالف والدو امرسون و توماس تروارد، از این سنت الهام گرفته‌اند.
۴. فلسفه تعالی‌ گرایی: رالف والدو امرسون، بنیان‌گذار فلسفه تعالی‌گرایی، مفاهیمی را مطرح کرد که بعدها به اصول اصلی جنبش اندیشه نو تبدیل شدند. او بر این باور بود که انسان‌ها می‌توانند از طریق شهود و ارتباط با طبیعت، به حقیقت الهی دست یابند. امرسون معتقد بود که ذهن انسان قادر است واقعیت را شکل دهد و از طریق تفکر مثبت، سلامتی و موفقیت  به دست آورد. این جنبش بر خودشناسی، ایمان به قدرت درونی، و رد اقتدار بیرونی تأکید داشت که بعدها در اندیشه نو دیده شد.
۵  آموزه‌های هندوئیسم و بودیسم: برخی از مفاهیم اندیشه نو، مانند کارما، قانون جذب، چرخه آگاهی، و مدیتیشن، از سنت‌های شرقی گرفته شده‌اند. آموزه‌هایی همچون آتمان (روح درونی)، مایا (توهم واقعیت مادی)، و نیروی ذهن بر ماده شباهت‌هایی با تعالیم اندیشه نو دارند.
۶. آموزه های هرمتیک: اندیشه نو تأثیر زیادی از مفهوم “قانون جذب” گرفته است که بیان می‌کند افکار و باورهای ما، شرایط زندگی ما را شکل می‌دهند. این ایده در متون قدیمی مانند آموزه‌های هرمسیه نیز یافت می‌شود.
۷. روانشناسی و علم ذهن: اندیشه نو تحت تأثیر کشفیات اولیه روانشناسی، مانند نظریات ویلیام جیمز، قرار دارد که تأکید می‌کرد افکار و باورهای فردی می‌توانند واقعیت را تغییر دهند. ارنست هولمز، بنیان‌گذار علم ذهن، نظریه‌ای ارائه داد که در آن تفکر مثبت و تأثیر ذهن بر بدن و زندگی شخصی مورد بررسی قرار گرفت.

## رشد و گسترش
فینیاس کوئیمبی و درمان ذهنی
فینیاس پارکهورست کوئیمبی (۱۸۶۶-۱۸۰۲) را می‌توان پدر فکری جنبش اندیشه نو دانست. کوئیمبی، که در جوانی با آموزه‌های فرانتس مسمر آشنا شد، به این نتیجه رسید که بیماری‌ها ناشی از باورهای غلط ذهنی هستند و فرد می‌تواند از طریق تغییر تفکر خود، سلامتی و خوشبختی را بازیابد.
کوئیمبی بر درمان ذهنی تأکید داشت. او روش‌های هیپنوتیزمی و تأثیر ذهن بر بدن را در درمان بیماران خود به کار گرفت و به تدریج به این نتیجه رسید که افکار محدود کننده و باورهای منفی، دلیل اصلی بیماری‌ها هستند. او عقیده داشت که افراد می‌توانند با تغییر نگرش و اصلاح افکار خود، سلامت جسمی و روحی‌شان را بهبود بخشند. او بیمارانش را با روش‌های مراقبه، تفکر مثبت و تغییر باورها درمان می‌ کرد..
مری بیکر ادی و علم مسیحی
یکی از پیروان کوئیمبی، مری بیکر ادی بود.‌ او که در سال ۱۸۲۱ در ایالات متحده به دنیا آمده بود، در طول زندگی خود با بیماری‌های مزمن متعددی دست‌وپنجه نرم کرد. او‌ پس از تجربه یک بهبودی ناگهانی که آن را به ایمان و درک روحانی نسبت داد، به مطالعه متافیزیک، شفا و ارتباط بین ذهن و بدن پرداخت‌و  تلاش کرد تا اندیشه نو را با آموزه‌های مسیحیت پیوند دهد. ادی بر این باور بود که انسان با درک حقیقت الهی می‌تواند به سلامت جسمی، روحی و موفقیت دست یابد. ادی در سال ۱۸۷۵ کتاب «علم و سلامت و کلیدهای درک کتاب مقدس» را منتشر کرد و آموزه‌های کوئیمبی را در قالب یک مکتب دینی به نام علم مسیحی معرفی کرد. در سال ۱۸۷۹، مری بیکر ادی “کلیسای علم مسیحی” را تأسیس کرد تا آموزه‌های خود را به‌طور سازمان‌یافته گسترش دهد. این کلیسا به‌سرعت رشد کرد و پیروان زیادی جذب کرد که به اصول شفابخشی معنوی او ایمان داشتند. تعالیم او  بر این اصل استوار بود که بیماری، رنج و مشکلات انسانی ناشی از درک نادرست از واقعیت و عدم شناخت حقیقت الهی هستند. 
اِما کرتیس هاپکینز و مدرسه اندیشه عالی
اِما کرتیس هاپکینز متولد ۱۸۴۹ که به "معلم معلمان" مشهور است، از شاگردان و همکاران مری بیکر ادی بود اما پس از مدتی به دلیل تفاوت دیدگاه‌های فلسفی و معنوی از این مکتب جدا شد و یک نظام آموزشی متافیزیکی مستقل را پایه‌گذاری کرد.  هاپکینز در سال ۱۸۸۶، "مدرسه تفکر عالی" را در شیکاگو تأسیس کرد. این مدرسه به یکی از مراکز مهم آموزش اندیشه نو تبدیل شد و بسیاری از رهبران آینده این جنبش از جمله چارلز  فیلمور، ارنست هولمز، نیوال گادرد و مالی لافلین تاد در آن آموزش دیدند.  نظام آموزشی او ترکیبی از مسیحیت متافیزیکی، اصول اندیشه نو، شفابخشی روحانی و تعالیم شرقی بود. 
پژوهشگران معاصر معتقدند که هاپکینز بنیان‌گذار واقعی جنبش «تفکر نوین» است، جنبشی که تا سال ۱۹۰۲ بیش از یک میلیون پیرو داشت.  به نظر جی. گوردن ملتّن، هاپکینز بنیان‌گذار سنت متافیزیکی تفکر نوین در تدین آمریکا است و مهم‌ترین سازمان‌ها و اندیشکده های تفکر نوین مستقیماً به او نسبت داده می‌شوند.  به گفته‌ چارلز اس. برادن، هاپکینز بیشتر از هر معلم دیگری بر تفکر نو تأثیر گذاشت.
چارلز فیلمور و جنبش وحدت
چارلز فیلمور که در سال ۱۸۹۴ در ایالات متحده به دنیا آمد، یک تاجر بود که در پی جستجوی درمانی برای مشکلات جسمانی خود، با آموزه‌های اندیشه نو آشنا شد و به مطالعه فلسفه‌های معنوی و متافیزیکی روی آورد. او باور داشت که ترکیب آموزه‌های مسیحیت با اصول معنوی اندیشه نو می‌تواند به رشد معنوی و بهبود زندگی انسان کمک کند. مهم ترین تعالیم فیلمور  عبارتند از: قدرت ذهن در خلق واقعیت، خودشناسی و الوهیت، ایمان و آگاهی روحانی و  دعا و مراقبه.   
در سال ۱۸۸۹، چارلز و همسرش میرتل فیلمور  “کلیسای وحدت” (Unity Church یا مختصرا Unity) را تأسیس کردند که به یکی از شاخه‌های مهم جنبش اندیشه نو تبدیل شد. اصولی که او مطرح کرد، امروزه در بسیاری از برنامه‌های معنوی، روان‌شناسی مثبت‌گرا و حتی حوزه‌هایی مانند مربی‌گری موفقیت و توسعه فردی دیده می‌شود.

## باورهای بنیادین
- ذهن جهانی: خدا یا خرد لایتنهایی قادر مطلق (omnipotent) و حاضر مطلق (omnipresent) است: این هوش جهانی که همه چیز از آن نشأت گرفته است، منبع همه چیز، از جمله سلامتی، فراوانی و شادی است. [۱]

- روح (spirit)، تنها حقیقت است: روح جوهر اصلی و حقیقت دائمی و تغییرناپذیر است در حالیکه جسم و ماده صرفاً تجلیات یا نمودهای موقتی از آن هستند که دائماً در حال تغییر و تحول هستند.[۶]
- خودِ حقیقی انسان، الهی است: این خودِ الهی یا روح جاودانه است که بخشی از ذهن جهانی است و منبع خرد، شهود و خلاقیت است.[۲۳]

- اندیشه هماهنگ با الوهیت، نیرویی مثبت است که در جهت خیریت انسان عمل می کند و واقعیت زندگی را شکل می دهد.[۲۴]
- ریشه اغلب بیماری‌ها در افکار و احساسات منفی انسان است و تفکر درست و همسو با الوهیت تأثیر شفابخش دارد.[۲۵]
- فراوانی، حق طبیعی و الهی همه انسان‌ها است و هر انسانی با باور به این فراوانی الهی و تمرکز بر آن، می‌تواند آن را به زندگی جذب کند.[۲۶]
- قانون جذب: افکار و احساسات انسان، چه مثبت و چه منفی، رویدادها و شرایط مشابه را به زندگی او جذب می‌کنند.[۲۷]

## اندیشه نو و مسیحیت
جنبش اندیشه نو نه‌تنها تحت تأثیر فلسفه‌های غربی و متافیزیکی قرار داشت، بلکه از آموزه‌های دینی، به‌ویژه تعالیم مسیحیت، الهام گرفت و آن‌ها را در قالب نظریه‌های روان‌شناختی و معنوی خود گسترش داد.‌ در این راستا، بسیاری از رهبران این جنبش به کتاب مقدس و علی الخصوص سخنان عیسی استناد کرده و معتقد بودند که تعالیم او درباره ایمان، شفا و قدرت ذهن نشان‌دهنده اصولی است که در اندیشه نو تبیین شده‌ اند.
مسیحیت سنتی و اندیشه نو دو رویکرد متفاوت نسبت به الهیات، تفسیر کتاب مقدس، سازمان دینی و مسائل اجتماعی دارند. مسیحیت سنتی بر پایه آموزه‌های اولیه کلیسا و تفاسیر تاریخی آن شکل گرفته، در حالی که مسیحیت در اندیشه نو به دنبال تفسیرهای جدید و آزادانه تر، معنویت فردی و سازگاری تعالیم با دنیای مدرن است.  بنابراین، اندیشه نو را نمی‌توان با هیچ‌یک از فرقه‌های سنتی مسیحیت مقایسه کرد. اما رویکرد مسیحی-کتاب مقدسی در میان بیشتر پیروان اندیشه نو غالب است.

### دیدگاه درباره خدا
در دیدگاه اندیشه نو، خدا نه یک شخص‌، بلکه “ذهن الهی”، “حضور نامحدود” و “انرژی خلاق” است که در تمام هستی جریان دارد. در این دیدگاه، خدا اصل معنوی مطلق، قانون جهانی و نیروی خلاقی است که در تمام موجودات حضور دارد و از طریق آگاهی انسان قابل تجربه است..
- خدا بعنوان اصل الهی (Divine Principle): اندیشهٔ نو به جای توصیف خدا به‌عنوان یک موجود آگاه و دارای اراده، او را یک اصل جهان‌شمول و قانون غیرشخصی می‌داند. این اصل، مشابه قوانین ریاضی یا فیزیکی، غیرمتغیر، بی‌طرف و ازلی است. ارنست هولمز، بنیان‌گذار علم ذهن (Science of Mind), می نویسد:

“خدا یک شخص محدود و منفصل از ما نیست، بلکه حقیقتی بنیادین است که در آن زندگی می‌کنیم، حرکت می‌کنیم و هستی داریم.”
- خدا به‌عنوان ذهن کیهانی ( Universal Mind) و انرژی خلاق (Creative Energy): در اندیشهٔ نو، خدا ذهن کیهانی یا خرد لایتناهی است که جهان را هدایت می‌کند،‌ امرسون، توماس ترووارد و  کدی، بر این باور بودند که خدا نه موجودی جدا از جهان، بلکه جوهر درونی هر فرد است. ازاین‌رو، شناخت خدا از طریق توسعهٔ آگاهی معنوی، تفکر مثبت و دعا امکان‌پذیر است.[۱] همچنین،  خدا به‌عنوان “انرژی خلاق” توصیف می‌شود که در پس تمامی فرآیندهای زندگی و خلقت قرار دارد. چارلز فیلمور، بنیان گذار کلیسای وحدت، معتقد بود که:

“خدا همان نیروی خلاقی است که در پس تمام افکار، ایده‌ها و اشکال حیات عمل می‌کند. او انرژی پویایی است که به همه چیز شکل می‌دهد.”
- خدا، آگاهی و قانون ذهنی: در این دیدگاه، خدا صرفاً نیرویی منفعل نیست، بلکه اصلی پویا است که از طریق آگاهی انسان فعال می‌شود. به بیان دیگر، ذهن انسان با درک و همسویی با این اصل الهی می‌تواند سرنوشت خود را تغییر دهد. توماس ترووارد در این باره می نویسد:

“اصل الهی مانند قانون عمل می‌کند. این قانون نه از روی ارادهٔ شخصی، بلکه بر اساس طبیعت ذاتی خود پاسخ می‌دهد. ذهن ما، با درک این قانون، می‌تواند نتایج آن را در زندگی خود مشاهده کند.”
| ویژگی              | مسیحیت سنتی                         | اندیشه نو                                                     |
| ------------------ | ----------------------------------- | ------------------------------------------------------------- |
| ماهیت خدا          | خدا بعنوان شخص، جدا از انسان و جهان | خدا نیرویی درونی و فعال، همه‌جا حاضر و در تعامل با تمام خلقت   |
| رابطه انسان با خدا | انسان بنده‌ خداست و نیازمند نجات     | انسان پسر خدا، تجلی خدا و الهی است                            |
| راه شناخت خدا      | از طریق کلیسا، کتاب مقدس و وحی      | از طریق خودآگاهی، بیداری روحانی و تجربه‌ شخصی                  |
| دعا و نیایش        | درخواست از خدا برای کمک             | تنظیم ذهن برای هماهنگی با قدرت الهی برای دریافت نیکویی های او |
| قدرت ذهن انسان     | تابع اراده‌ خدا                      | انسان همکار خداست و در خلق و تعیین‌ سرنوشتش نقش دارد           |

### دیدگاه درباره کتاب مقدس
- تفسیر متافیزیکی: داستان‌های کتاب مقدس به‌عنوان نمادهای رشد معنوی انسان تلقی می‌شوند، نه فقط گزارش‌های تاریخی.[۷]

- انعطاف‌پذیری در تفسیر: هر فرد می‌تواند معانی شخصی و معنوی از کتاب مقدس استخراج کند، بدون وابستگی به کلیسا یا رهبران مذهبی. [۳۲]

- هماهنگی با قوانین ذهنی و معنوی: کتاب مقدس اصولی مانند تفکر مثبت، دعا، ایمان، و تأثیر ذهن بر زندگی را تقویت می‌کند.[۶]
- عدم تأکید بر آموزه‌های سخت‌گیرانه: برخلاف مسیحیت سنتی، آموزه‌هایی مانند گناه نخستین، دوزخ، و داوری الهی حاوی مفاهیم عمیق تر هستند و به‌عنوان مفاهیم استعاری و روان‌شناختی در نظر گرفته می‌شوند.[۳۳]
- تمرکز بر آموزه‌های عملی و کاربردی: در اندیشه نو، عیسی بیشتر به‌عنوان استاد و معلمی معنوی دیده می‌شود که نشان داده چگونه می‌توان از قدرت خدا در انسان برای شفای جسم و روح استفاده کرد.[۱]

### دیدگاه درباره عیسی
۱. عیسی به‌عنوان نمونه‌ای از آگاهی الهی: برخلاف مسیحیت سنتی که عیسی را پسر خدا و تنها اسطه‌ برای نجات انسان می‌داند، اندیشه نو عیسی را یک فرد بیدارشده که آگاهی الهی را درک کرده بود تلقی می‌کند. در این دیدگاه، عیسی مسیح صرفاً نمونه‌ای از انسانی است که "آگاهی مسیحایی" (آگاهی برتر، به انگلیسی Christ Consciousness) را متجلی کرده است، اما این آگاهی در دسترس همه انسان‌ها قرار دارد.
- "مسیح" یک اصل جهانی است، نه یک فرد خاص: اندیشه نو بر این باور است که "مسیح" فقط عنوانی مختص عیسای ناصری نیست، بلکه سطحی از آگاهی معنوی است که هر فردی می‌تواند به آن دست یابد. این ایده در آثار متفکرانی مانند ارنست هولمز [۶] و چارلز فیلمور [۷]دیده می‌شود.
- "ملکوت خدا در درون شماست":  اندیشه نو به این آیه از انجیل (لوقا ۲۱ :۱۷) استناد می‌کند تا نشان دهد که هر فردی می‌تواند خداوند را در درون خود بیابد و همانند عیسی این آگاهی را متجلی کند. [۳۵]

۲.  نجات به‌عنوان خودشناسی، نه فداکاری عیسی: در مسیحیت سنتی، نجات انسان فقط از طریق ایمان به عیسی به‌عنوان پسر خدا و فدیه‌ بشریت ممکن است. اما در اندیشه نو، نجات یک فرایند درونی است که از طریق خودشناسی و درک حقیقت الهی درون فرد حاصل می‌شود. 
- عیسی برای نشان دادن راه نجات آمد، نه برای قربانی شدن: در این دیدگاه، عیسی نیامد تا گناهان بشر را پاک کند، بلکه آمد تا راه بیداری و آگاهی را نشان دهد. مرگ او بر صلیب یک اتفاق تاریخی است، اما جنبه الهیاتی آن، یعنی کفاره و نجات از طریق فداکاری، مورد تأیید اندیشه نو نیست.

- "من و پدر یکی هستیم" (یوحنا ۱۰:۳۰): اندیشه نو این آیه را نشانه‌ای از آگاهی کامل عیسی از حضور خدا در درون خود می‌داند. در این راستا، آیه‌ نه‌تنها به عیسی محدود نمی‌شود، بلکه بیانی است که می‌تواند درباره‌ همه‌ انسان‌ها صدق کند. بعبارت دیگر، با کشف این حقیقت که انسان و خدا یکی هستند، همان‌گونه که عیسی بیان کرد، نجات در همین زندگی و از طریق تغییر آگاهی برای هر انسانی ممکن است. [۳۳][۶][۱][۳۲]

۳. معجزات عیسی: در اندیشه نو، معجزات عیسی به‌عنوان نشان‌دهنده‌ قدرت ذهن و هماهنگی با قوانین الهی و کیهانی در نظر گرفته می‌شود. این دیدگاه بر این باور است که عیسی با آگاهی کامل از قدرت ایمان و قوانین معنوی جهان، قادر به انجام این کارها بوده است، و این توانایی برای همه‌ انسان‌ها در دسترس است.
۴. عیسی تنها راه به سوی خدا نیست، بلکه نمونه ای از راه است: در مسیحیت سنتی، عیسی در یوحنا (۱۴:۶) می‌گوید: "هیچ‌کس جز از طریق من نزد پدر نمی‌آید." این آیه معمولاً به این معنا تفسیر می‌شود که تنها از طریق ایمان به شخص عیسی می‌توان به نجات رسید. اما اندیشه نو عیسی معتقد است که عیسی نیامده تا اعلام کند که فقط او راه نجات است، بلکه نشان داده که هر انسانی می‌تواند به همان آگاهی که او تجربه کرد، برسد. اریک باترورث در این رلبطه می نویسد: "عیسی نیامد که بگوید من راهی هستم که شما نمی‌توانید طی کنید؛ او گفت این راه را بیاموزید، آن را زندگی کنید، و شما نیز همان را تجربه خواهید کرد."
- نجات فقط در گرو پذیرش یک دین خاص نیست، بلکه همه‌ مذاهب می‌توانند به درک این حقیقت کمک کنند.
- راه رسیدن به "پدر" (خدا)، یا حقیقت الهی، از طریق تحقق آگاهی مسیحایی درون خود فرد امکان‌پذیر است، نه فقط از طریق ایمان به یک شخص خاص. در این رابطه امت فاکس می نویسد: "عیسی نشان داد که راه رسیدن به پدر، راهی است که هر انسان می‌تواند طی کند، نه یک مسیر محدود که فقط از طریق پرستش او امکان‌پذیر باشد."[۳۲]

### دیدگاه درباره نجات یا رستگاری
جنبش اندیشه نو نجات یا رستگاری را نه به‌عنوان یک رویداد بیرونی که از طریق قربانی شدن عیسی و فیض الهی حاصل می‌شود، بلکه به‌عنوان فرآیندی درونی از آگاهی، خودشناسی و هم‌راستایی با قوانین الهی در نظر می‌گیرد. در این راستا، آموزه‌های متفکرانی چون کویمبی، امرسون و هاپکینز معتقد هستند که انسان‌ها ذاتاً الهی است و نیازمند رستگاری از گناه اولیه نیست، بلکه باید به آگاهی بالاتر و هماهنگی با حقیقت الهی دست یابد. هولمز در کتاب خود "The Science of Mind" نجات را به‌عنوان آگاهی از حقیقت الهی و خروج از نادانی و توهم توصیف می‌کند و والاس واتلز بیان می‌کند که نجات یعنی رهایی از تفکر در محدودیت و پذیرش قدرت ذهنی و روحانی در زندگی. همچنین، اندیشه نو بر این باور است که نجات نه فقط یک مسئله روحانی، بلکه شامل رهایی از رنج‌های جسمی و مادی انسان نیز می‌شود. به همین دلیل، بسیاری از متفکران این جنبش به درمان معنوی و قدرت ذهن در شفابخشی تأکید دارند. در این زمینه فیلمور معتقد بود که نجات از طریق هم‌راستایی ذهن و روح با اصول الهی حاصل می‌شود و این هم‌راستایی می‌تواند به سلامت جسمی و بهبود زندگی نیز منجر شود. مری بیکر ادی نجات را فرایندی از درک حقیقت معنوی و رهایی از توهم بیماری و محدودیت می‌دانست. جوزف بنر اشاره می‌کند که نجات واقعی در رهایی از خودمحوری و پذیرش «من الهی» درون خویش است و فلورانس اسکاول شین تأکید می‌کند که نجات از طریق تغییر الگوهای فکری و استفاده از تأییدات مثبت امکان‌پذیر است.

## اتحاد بین‌المللی اندیشه نو
اتحاد بین‌المللی اندیشه نو (International New Thought Alliance یا اختصارا INTA) در سال ۱۹۱۴ با هدف ایجاد هماهنگی میان گروه‌های مختلف جنبش اندیشه نو تأسیس شد. این سازمان از رویدادهایی مانند کنگره متافیزیکی الهام گرفت و در قرن ۲۰ به یکی از نهادهای اصلی اندیشه نو تبدیل شد.
بیانیه اصول اتحاد بین‌المللی اندیشه نو:

1. ما خدا را به‌عنوان ذهن بیکران، هستی نامحدود، روح و حقیقت غایی تأیید می‌کنیم.
2. ما بر این باوریم که خدا، که نیکی مطلق است، برترین، جهانی و جاودانه است.
3. ما یگانگی خدا و انسان را تصدیق می‌کنیم، به این معنا که جوهر الهی در درون هر یک از ما حضور دارد و از طریق پذیرش ما، در قالب سلامت، فراوانی، خرد، عشق، زندگی، حقیقت، قدرت، زیبایی و آرامش تجلی می‌یابد.
4. ما به قدرت دعا و توانایی هر فرد برای تجربه‌های عرفانی با خدا و بهره‌مندی از لطف او ایمان داریم.
5. ما آزادی هر فرد در باورهایش را محترم می‌شماریم و با پذیرش و احترام، تنوع انسانی را ارج می‌نهیم. ما شأن و کرامت انسان را، که ریشه در حضور خدا در درون او دارد، تأیید می‌کنیم و بر این اساس، اصل دموکراسی را گرامی می‌داریم.
6. ما بر این باوریم که موجوداتی روحانی هستیم که در جهانی روحانی زندگی می‌کنیم، جهانی که بر پایه قوانین روحانی استوار است. هم‌سویی با این قوانین به ما امکان می‌دهد که بهبود یابیم، رشد کنیم و به هماهنگی برسیم.
7. ما تأیید می‌کنیم که اندیشه‌های ما در زندگی روزمره‌مان تجلی می‌یابند.
8. ما ملکوت الهی را در همین لحظه و در همین جا حاضر می‌دانیم.
9. ما متعهد به بیان والاترین اصول معنوی از طریق عشق بی‌قیدوشرط، تلاش برای خیر همگانی، آموزش و رشد یکدیگر، خدمت به هم و زندگی مسالمت‌آمیز با یکدیگر هستیم، در راستای آموزه‌های عیسی و دیگر معلمان روشن‌ضمیر.
10. ما بر آگاهی رو به رشد خود از حقیقت و آمادگی‌مان برای بازنگری باورهایمان بر این اساس تأکید می‌کنیم.

## دیدگاه درباره تناسخ
- دیدگاه روحانی و تکامل روحی: تناسخ به‌عنوان ابزاری برای تکامل و رشد روحی. در این دیدگاه، تناسخ فرصتی است برای روح تا از تجارب گذشته خود آگاهی یابد و اشتباهات گذشته را اصلاح کند. به عقیده هاپکینز هر زندگی مادی تنها یک گام به سوی تحقق نهایی روح است و تناسخ راهی برای تکامل در این مسیر است.[۴۵]
- دیدگاه روان‌شناختی و رشد فردی: تناسخ به‌عنوان یک فرصت برای فرد برای یادگیری از تجارب گذشته و آگاهی از اشتباهات. به نظر هنری وود  تناسخ به فرد این امکان را می‌دهد که از تجارب پیشین خود درس بگیرد و از آن‌ها برای بهبود زندگی خود استفاده کند.[۴۶]
- دیدگاه فلسفی و معنای زندگی: تناسخ بعنوان یک مفهوم فلسفی مطرح می‌شود که هدف آن کمک به انسان‌ها برای درک معنای زندگی و جایگاه خود در جهان. به عقیده بایرن دانیل تناسخ یک فرآیند فلسفی است که به انسان‌ها فرصتی می‌دهد تا به واقعیت‌های معنوی و فلسفی دست یابند و از این طریق به حقیقت وجودی خود نزدیک شوند.[۴۷]
- دیدگاه انتقادی: تناسخ فاقد شواهد علمی و تجربی کافی است و می‌تواند به‌عنوان یک تفسیر غیرمعتبر از واقعیت شناخته شود.

## اندیشه نو و  معنویت عصر نو
اگر چه معنویت عصر نو و جنبش تفکر نوین شباهت هایی با هم دارند، ولی از نظر فلسفی و روحانی دو جنبش مجزا هستند: 
بر خلاف اندیشه نو که در میان جوامع مسیحی لیبرال گسترش یافت، معنویت عصر نو  تحت تأثیر جنبش‌های ضد فرهنگی و ‌گرایش فزاینده به معنویت شرقی، روانشناسی انسان‌گرا و اکولوژی بود. از ترکیبی از عناصر معنوی، فلسفی و علمی تشکیل شده است و به دنبال ایجاد یک پارادایم جدید برای زندگی فردی و جمعی است.  علاوه بر این، تفاوت‌های فلسفی نیز بین این دو مکتب وجود دارد. بعنوان مثال، جنبش  اندیشه نو اغلب با مفاهیم مسیحی ترکیب می‌شود و بر این ایده تأکید می‌کند که خدا در درون هر فرد وجود دارد و انسان‌ها می‌توانند از طریق تفکر مثبت با این نیروی الهی هماهنگ شوند،در حالیکه معنویت عصر نو بیشتر بر یکپارچگی جهانی، هماهنگی با طبیعت و کشف خود درونی تأکید دارد. این جنبش شامل عناصری از عرفان شرقی، شمنیزم، علوم خفیه، روانشناسی و علوم جدید است. همچنین معنویت عصر نو به دنبال ایجاد تحول جهانی است و بر این باور است که بشریت در آستانه‌ یک عصر جدید (عصر آکواریوس) قرار دارد که در آن صلح، هماهنگی و روشن‌بینی حاکم خواهد شد. از سوی دیگر، اندیشه نو بر استفاده‌ از قدرت تجسم، تأکیدات مثبت و قدرت ذهن برای بهبود سلامت و شرایط زندگی تأکید دارد در حالیکه معنویت عصر نو بر مدیتیشن، یوگا، شفای انرژی (مانند ریکی)، ستاره‌شناسی، بلوردرمانی و استفاده از سنگ‌های شفابخش تکیه دارد.‌
| ویژگی        | اندیشه نو (New Thought)                      | معنویت عصر نو (New Age)                                   |
| ------------ | -------------------------------------------- | --------------------------------------------------------- |
| تاریخچه      | قرن نوزدهم، ریشه در مسیحیت لیبرال و متافیزیک | دهه‌های ۱۹۶۰ و ۱۹۷۰، ریشه در ضد فرهنگ                      |
| فلسفه        | قدرت ذهن، تفکر مثبت، سلامتی و ثروت           | یکپارچگی جهانی، هماهنگی با طبیعت، تحول جهانی و عرفان شرقی |
| شیوه‌ها       | دعا، تجسم، تأکیدات مثبت                      | مدیتیشن، یوگا، شفای انرژی، بلوردرمانی                     |
| نگرش به مذهب | مسیحیت لیبرال، تجربه‌ شخصی از خدا             | دیدگاه پانته‌ایستی یا غیردینی، پسامدرن                     |
| ساختار       | سازمان‌یافته (کلیساها و سازمان‌ها)             | شبکه‌ای و غیرساختارمند                                     |

## سایر شخصیت های کلیدی
- وارن فلت ایوانز (۱۸۸۹-۱۸۱۷): یکی از نخستین نویسندگان نظام‌مند اندیشه نو. آثار او مانند “عقل شفابخش” (The Mental Cure)، نقش کلیدی در گسترش این جنبش داشت.
- مالیندا کرامر (۱۹۰۶-۱۸۴۴): از بنیان‌گذاران علم الهی (Divine Science). او باور داشت که خدا در همه چیز حاضر است و انسان می‌تواند از طریق تفکر مثبت و تجسم خلاق به شفا و فراوانی دست یابد.[۱۴]
- رالف والدو تراین (۱۹۵۸-۱۸۶۶): نویسنده کتاب "هماهنگی با بینهایت" (In Tune with the Infinite) که در آن به اصول اندیشه نو، از جمله قدرت ذهن و ارتباط با انرژی الهی، پرداخته شده است. این کتاب تأثیر گسترده‌ای بر جنبش اندیشه نو و عموم مردم داشت.[۵۵]
- توماس تروارد (۱۹۱۶-۱۸۴۷): قاضی بریتانیایی که ایده‌های فلسفی او تأثیر عمیقی بر جنبش اندیشه نو در آمریکا گذاشت. کتاب‌های او، مانند "سخنرانی‌های ادینبرو در علم ذهن" (The Edinburgh Lectures on Mental Science)، به عنوان منابع مهم در این جنبش شناخته می‌شوند.[۳۰]
- جیمز آلن (۱۹۱۲-۱۸۶۴): نویسنده‌ای مشهور در حوزه خودیاری و فلسفه معنوی است. او بیشتر به خاطر کتاب کلاسیک خود، "همان‌گونه که انسان می‌اندیشد" (As a Man Thinketh)، شناخته می‌شود. این کتاب به‌عنوان یکی از آثار پایه‌ای در زمینه قدرت تفکر مثبت و تأثیر ذهن بر زندگی انسان شناخته می‌شود.[۵۶]
- فلورانس اسکاول شین (۱۹۴۰-۱۸۷۱): "نویسنده‌کتاب بازی زندگی و راه این بازی" (The Game of Life and How to Play It) که به آموزش اصول اندیشه نو برای موفقیت فردی پرداخته است.[۵۷]
- والتر راسل (۱۹۶۳-۱۸۷۱): فیلسوف، دانشمند، هنرمند و متفکر تأثیرگذار اندیشه نو و نویسنده کتاب “یگانه جهانی” (The Universal One). راسل بر این باور بود که جهان مبتنی بر قوانین ریاضی و الگوهای ارتعاشی است، او این مفاهیم را به علم و متافیزیک پیوند داد.[۵۸]
- جورف بنر (۱۹۴۱-۱۸۷۲): الهام بخش متفکرانی مانند ارنست هولمز و اما کورتیس هاپکینز و نویسنده کتاب معروف “زندگی غیر شخصی” یا „Impersonal Life” که بر رهایی از خودمحوری و اتصال به نیروی الهی تأکید دارد. این مفهوم در تعالیم اندیشه نو به‌طور گسترده‌ای گسترش یافته و به یکی از اصول کلیدی این جنبش تبدیل شده است.[۵۹]
- ارنست هولمز (۱۹۶۰-۱۸۷۷): بنیان‌گذار علم دینی (Religious Science) و نویسنده کتاب "علم ذهن" (The Science of Mind). او با ترکیب اصول اندیشه نو و فلسفه، جنبش‌های معنوی جدیدی را پایه‌گذاری کرد. [۳۸]
- ناپلئون هیل (۱۹۷۰-۱۸۸۳): از تأثیرگذاران در پیوند دادن اندیشه نو با موفقیت فردی. کتاب "بیندیشید و ثروتمند شوید" (Think and Grow Rich) بر اساس اصول اندیشه نو و قانون جذب است.[۶۰]
- جوزف مورفی (۱۹۸۱-۱۸۹۸): مروج ایده‌های ذهن ناخودآگاه و موسس بنیاد جوزف مورفی و نویسنده‌ "قدرت ذهن ناخودآگاه" که بر تأثیر ذهن بر زندگی فردی و شفابخشی تأکید دارد.[۶۱]
- نِویل گادرد (۱۹۷۲-۱۹۰۵):  نویسنده کتاب “احساس، راز است” (Feeling is the Secret). او با ترکیب آموزه‌های متافیزیکی، تفکر مثبت و تفسیر عرفانی از مسیحیت، به یکی از شناخته‌شده‌ترین چهره‌های اندیشه نو تبدیل شد. آموزه‌های او تأثیر زیادی بر جنبش‌های قانون جذب، جنبش خودیاری، تجسم خلاق و قدرت ذهن ناخودآگاه داشتند.[۶۲]